# Инес Горочатеги
Инес Горочатеги (на испански: Inés Gorrochategui) е бивша аржентинска тенисистка.
През 1991 г. е шампионка при девойките на Откритото първенство на Франция с Ева Бес. При жените постига успехи основно на двойки, където е носителка на седем титли от турнири на WTA. Финалистка е на двойки на Откритото първенство на САЩ от 1993 г. с южноафриканката Аманда Кьотцер. В турнирите от Големия шлем най-доброто ѝ постижение на сингъл е четвъртфинал на Ролан Гарос през 1994 г., който губи от Щефи Граф. Върховото ѝ класиране на сингъл в световната ранглиста за жени е 19-о място.